# Enciclopedia dell’Arte Antica, Classica e Orientale
Die Enciclopedia dell’Arte Antica, Classica e Orientale (kurz: Enciclopedia dell’Arte Antica, abgekürzt EAA) ist eine italienischsprachige Enzyklopädie der antiken Kunst und Archäologie. Sie umfasst alle Kulturen der Antike, der Klassischen Antike wie des Nahen Ostens.
Das Hauptwerk erschien in den Jahren 1958 bis 1973. Es wurde im Auftrag des Istituto della Enciclopedia Italiana von Ranuccio Bianchi Bandinelli herausgegeben, Mitherausgeber war Giovanni Becatti. Von 1994 bis 1997 erschien ein fünfbändiges Supplement, herausgegeben von Giovanni Pugliese Carratelli. Weitere begleitende Bände erschienen bis 2003.
Die Enciclopedia dell’Arte Antica ist ein Hauptnachschlagewerk auf dem Gebiet der antiken Kunst. Mit circa 20.000 Lemmata in einem Format von 24 × 31,5 cm mit 20.000 Abbildungen und 1300 Tafeln bietet sie einen großen Reichtum an Material von den Anfängen bis zum 6. Jahrhundert n. Chr.
Der Text der Enciclopedia dell’Arte Antica ist über die Seite des Verlages vollständig frei im Internet zugänglich.

## Mitarbeiter (Auswahl)
| - Ranuccio Bianchi Bandinelli - Giovanni Becatti - Carlo Bertelli - Anna Maria Bisi - Gianfilippo Carettoni - Howard Comfort - Giulio Cressedi - S. De Marinis - Lidia Forti - Lorenzo Guerrini | - Lucia Guerrini - Delia Lollini - Guido Achille Mansuelli - Maria Beatrice Marzani - Paolo Moreno - Luigi Moretti - Piero Orlandini - Enrico Paribeni - Attilio Stazio |

## Bände
- Enciclopedia dell’Arte Antica, Classica e Orientale.
  - Band 1: A–Bar.  1958
  - Band 2: Bas–Dam.  1959
  - Band 3: Dan–Herc.  1960
  - Band 4: Herm–Mik.  1961
  - Band 5: Mil–Paz. 1963
  - Band 6: Pec–Saq. 1965
  - Band 7: Sar–Zurv. 1966
  - Supplemento 1970. 1973
  - Atlante dei complessi figurati e degli ordini architettonici. 1973
  - Indici dei nomi e delle cose notevoli dei volumi I-VII e del primo supplemento. 1984

- Secondo Supplemento 1971–1994
  - Band 1: A–Carro. 1994
  - Band 2: Carsoli–Gwalior. 1994
  - Band 3: Ḥabūba Kabira–Neoatticismo. 1995
  - Band 4: Nepal–Roma. 1996
  - Band 5: Romana, Arte–Zuglio. 1997

- Atlanti sussidarii
  - Atlante delle forme ceramiche.
    - Band 1: Ceramica fine Romana nel bacino mediterraneo, (medio et tardo impero). 1981
    - Band 2: Ceramica fine Romana nel bacino mediterraneo, (tardo ellenismo e primo impero). 1985

  - Pompei. Pitture e mosaici. Bd. 1–11, 1990–2003

- Riscoperta di Roma antica. 1999 (Zusammenstellung aller Artikel zum antiken Rom aus der Enciclopedia dell'Arte Antica).